# Atractosoma cecconii
Atractosoma cecconii är en mångfotingart som beskrevs av Filippo Silvestri 1898. Atractosoma cecconii ingår i släktet Atractosoma och familjen knöldubbelfotingar. Utöver nominatformen finns också underarten A. c. aesernianum.